# STS-60
La STS-60 è una missione spaziale del Programma Space Shuttle.

## Equipaggio
- Comandante: Charles Bolden (4)
- Pilota: Kenneth Reightler (2)
- Specialista di missione 1: Jan Davis (2)
- Specialista di missione 2: Ronald Sega (1)
- Specialista di missione 3: Franklin Chang-Diaz (4)
- Specialista di missione 4: Sergej Konstantinovič Krikalëv (3)

Il numero tra parentesi indica il numero di voli spaziali eseguiti dall'astronauta compresa l'attuale missione.

## Parametri della missione
- Massa:
  - Navicella all'atterraggio con carico utile: 97.448 kg
  - Carico utile: 10.231 kg
- Perigeo: 348 km
- Apogeo: 351 km
- Inclinazione: 56,4°
- Periodo: 91,5 minuti